# Hachan
Hachan är en kommun i departementet Hautes-Pyrénées i regionen Occitanien i sydvästra Frankrike. Kommunen ligger i kantonen Castelnau-Magnoac som tillhör arrondissementet Tarbes. År 2022 hade Hachan 46 invånare.

## Befolkningsutveckling
Antalet invånare i kommunen Hachan
| Referens: INSEE |